# آرماندو سگاتو
آرماندو سگاتو (به ایتالیایی: Armando Segato) بازیکن فوتبال اهل ایتالیا است 

## تیم ملی
از سال ۱۹۵۳ میلادی عضو تیم ملی فوتبال ایتالیا بوده و در ۲۰ بازی ملی حضور داشته‌است. او در بازی‌های ملی‌اش گلی به ثمر نرساند.
آرماندو سگاتو آخرین بازی ملی خود را در سال ۱۹۵۹ میلادی انجام داد.